# مونيكا بورجمان
مونيكا بورغمان سليم (من مواليد 25 نوفمبر 1963) هي صحفية ألمانية لبنانية، ومخرجة أفلام وثائقية، وهي أمينة الأرشيف. هي ناشطة ضد ما تصفه لبنان ثقافة الإفلات من العقاب، ومواجهة فقدان ذاكرة المجتمع حول الحرب الأهلية اللبنانية (1975–1990). هي أرملة المخرج اللبناني، أمين الأرشيف والناشط لقمان سليم، الذي اغتيل في عام 2021.

## الحياة
ولدت مونيكا في مدينة آخن، المدينة الواقعة في أقصى غرب ألمانيا على الحدود مع بلجيكا وهولندا، درست بورغمان فقه اللغة العربية والعلوم السياسية في جامعة بون التي كانت مدينتها بون آنذاك عاصمة ألمانيا الغربية.
أمضت سنة واحدة في 1986/87 في سوريا للتركيز على الدراسات الإسلامية. من هناك زارت بيروت لأول مرة، عندما كانت لبنان أمضت 10 سنوات في الحرب الأهلية. عاصمة لبنان التي دمرها القتال العنيف.
بعد تخرجها من الجامعة، بدأت بورغمان عملها كصحفية حرة في عام 1988. بناء على توصية من روبرت نيوديك (1939-2016)، صحفي وبارز في الشؤون الإنسانية، أنتجت بورغمان أول فيلم إذاعي لها عن الحياة اليومية في زمن حرب بيروت.
في عام 1990 انتقلت إلى القاهرة من حيث أنتجت برامج إذاعية بإيه آر دي، المنظمة المشتركة الإقليمية لألمانيا. بالإضافة إلى ذلك، كتبت لصحيفة أسبوعية ألمانية دي تسايت وغيرها من الصحف مثل ترانس ومنظمة ليتري الدولية.
في عام 1992، عادت بورغمان إلى لبنان لأول مرة منذ النهاية الرسمية للحرب الأهلية بمشروع لتصوير السابق القناص. في الوقت نفسه، انتقلت إلى مجال الأفلام الوثائقية، عندما عملت كمديرة موقع أثناء إنتاج الفيلم الروائي بالاغان من قبل المخرج الألماني أندرياس فييل حول اليهود-الفلسطينيون.
في أوائل عام 2001، انتقلت بورغمان من القاهرة إلى بيروت لمشروع فيلم مجزرة صبرا وشاتيلا عام 1982 التي ارتكبها الكتائب الميليشيا المقاتلون الذين قتلوا ما يصل إلى 3500 مدني، معظمهم الفلسطينيون اللاجئون والشيعة اللبنانيين.
في يونيو / حزيران 2001، الصحفي والناشط الحقوقي السوري علي الأتاسي قدم بورغمان للناشر لقمان سليم، الذي كان أكبر منها بسنة واحدة. كان من عائلة مؤثرة في الشيعة من جنوب بيروت، كان قد درس الفلسفة واللغة الإغريقية في جامعة السوربون في باريس خلال 1980.
أصبح كل من بورغمان وسليم شركاء محترفين من خلال تأسيس أومام للإنتاج وكذلك الشركاء من القطاع الخاص. بعد زفافهما في عام 2004 حصلت بورغمان أيضا على الجنسية اللبنانية.
لمدة أربع سنوات، عملت بورغمان وسليم في مشروعهما الوثائقي حول مرتكبي مذابح صبرا وشاتيلا. عندما تم القبض على شركائهم في المقابلة الأولى وتم أخذ صانعي الأفلام أنفسهم للاستجواب من قبل قوى الأمن الداخلي، بدأت بورغمان وسليم العمل تحت الأرض. عثر الزوجان على ستة رجال ميليشيا سابقين شاركوا في المذبحة وأقنعوهم بإخبار حساباتهم أمام الكاميرا، مع حماية هوياتهم. في عام 2005، قدمت بورغمان وسليم مذبحة مع مديرهم المشارك هيرمان ثي إرمن (1954-2016) للعرض الأول في قسم بانوراما من مهرجان برلين السينمائي الدولي، والتي أكدت في ملف الفيلم الخاص بها:
من خلال رسم مواز بين التصرف النفسي للأبطال وبيئتهم السياسية، يستخدم الفيلم روايات الجناة لمعالجة ظاهرة العنف الجماعي في حد ذاته.
إنه يقود جمهوره في تجربة لا مفر منها من الأرهاب للأحتجاز مع تركيزها الشديد على لغة القتل عمد. يظهر الفيلم بطريقة قمعية كيف يفقد الناس جميع القواعد الإنسانية والأخلاقية والأخلاقية في ظل ظروف مروعة في حرب أهلية.
فاز فيلم مساكر IDÉE SUISSE جائزة هيئة الإذاعة السويسرية في الفيلم الوثائقي في مهرجان سينمائي في نيون. كرمت مهرجان مرسيليا للأفلام الوثائقية الإنتاج بذكر خاص. إجمالا، تم اختياره لأكثر من 50 مهرجانا.
شاركت بورغمان وسليم في تأسيس مركز أومام للتوثيق والبحوث يهدف المركز إلى تحقيق هدف مزدوج: بناء أرشيف للمواطنين في متناول الجمهور، وزيادة الوعي بين السكان اللبنانيين حول مواضيع الحرب والعنف من خلال الفنون، مثل المعارض والمنشورات وعروض الأفلام وما إلى ذلك.
في عام 2009، قدم الزوجان فيلم درامي وثائقي حربي متحرك هو فيلم (فالس مع بشير) حول الدور الرئيسي للجيش الدفاع الإسرائيلي في مذبحة صبرا وشاتيلا لجمهور من حوالي 90 شخصا. بما أن التجارة مع إسرائيل محظورة بموجب القانون اللبناني، فقد أطلق على الحدث لقب خاص، لكنه لا يزال يثير جدلا وطنيا.
في عام 2012، بعد عام واحد من بداية الحرب الأهلية السورية دعم بورغمان وسليم مشروعا لسبعة رجال لبنانيين كانوا محتجزين في السجون السورية لفترات تتراوح بين ثمانية وخمسة عشر عاما. وكانت النتيجة مسرحية مع العنوان ( الكرسي الألماني)، سميت على اسم أداة لـ التعذيب الذي تم تقديمه مرة واحدة من قبل الألمان. قام السجناء السابقون بأداء الدراما في خمس مدن ألمانية.
متابعة لهذا المشروع، أخرج بورغمان وسليم الفيلم الوثائقي (تدمر)، حيث أعاد 22 معتقلا سابقا من لبنان تمثيل حياتهم اليومية من المعاناة من التعذيب الوحشي في سجن تدمر سيئ السمعة في مدينة سورية تدمر. أقيم العرض الأول في أبريل 2016 في رؤى دو إرميل في نيون. فاز بجائزتين في ذلك المهرجان وتم تكريمه أيضا بجائزة الفيلم السياسي لـ مؤسسة فريدريش إيبرت في مهرجان هامبورغ السينمائي.
 في 3 فبراير 2021، سليم نقد حزب الله وكذلك جميع الأحزاب الطائفية الأخرى، الذي سبب بأغتيال سليم في سيارته بعد زيارة لصديق في حزب الله جنوب لبنان. بعد أن تلقى تهديدات بالقتل من قبل، تم إطلاق النار عليه عدة مرات في الرأس والظهر. وتشدت بورغمان لوسائل الإعلام الدولية على مطالبتها بإجراء تحقيق دولي منذ ذلك الحين، لأنها لا تستطيع الوثوق بالسلطات اللبنانية. واصلت عمل زوجها المقتول مؤكدا:
```
لطالما كانت مكافحة ثقافة الإفلات من العقاب في صميم عملنا الآن نحن بحاجة إلى القيام بذلك بدونه.
[
40
]
```

لهذا الغرض، شاركت بورغمان في تأسيس مؤسسة لقمان سليم في الذكرى الأولى لقتله. كما أنها تدير منتدى السجون في الشرق الأوسط وشمال أفريقيا التي تجري أبحاثا وتدعو إلى الاهتمام بظروف الاحتجاز اللاإنسانية في المنطقة الأوسع. في نهاية عام 2021، حصلت بورغمان على الجائزة الفرنسية الألمانية لحقوق الإنسان من قبل وزارة أوروبا والشؤون الخارجية من فرنسا وألمانيا وزارة الخارجية الاتحادية.

## فيلموغرافيا
- 2005: مساكر، فيلم روائي طويل (مخرج وسيناريو)، مع لقمان سليم وهيرمان ثي إرمن
- 2009: سور بليس - 4 ريفينانتس دي غيريس ليبانيسيس، فيلم روائي طويل (مخرج وسيناريو)، مع لقمان سليم
- 2016: تدمر، فيلم روائي طويل (مخرج وسيناريو)، مع لقمان سليم

## كتابات مختارة
- سعيد مقبل، موت للرسالة، نشرت من قبل دار الجديد بيروت 2008 و تي أوكرا، باريس 2013 (فرنسي)
- عن ستوديو بعابك ومنازل لبنانية اخرى، مع لقمان سليم، نشرت من قبل أومام للتوثيق والبحوث، بيروت 2013 (عربي)

## روابط خارجية
- MonikaBorgmann على تويتر.
- مونيكا بورجمان في قاعدة بيانات الأفلام على الإنترنت